# Grzegorz Gilewski
Grzegorz Gilewski (Radom, 24 februari 1973) is een Pools voetbalscheidsrechter actief op zowel nationaal als internationaal niveau. Buiten het voetbal om is hij een docent lichamelijke opvoeding.
Zodra Gilewski in 2001 lid werd van wereldvoetbalbond FIFA kreeg hij de groepswedstrijd tussen Brøndby IF en Olimpija Ljubljana in de UEFA Cup 2001/02 toegewezen. In de Europese bekercompetitie kreeg hij door de jaren heen wedstrijden die verder in het toernooi lagen. Op 14 september 2005 leidde hij zijn eerste wedstrijd in de UEFA Champions League, tussen Arsenal FC en FC Thun. Vier wedstrijden in dat toernooi volgden – allemaal in de groepsfase, waaronder Spartak Moskou tegen Bayern München in het seizoen 2006/07 en Chelsea FC tegen Valencia CF in 2007.
Op 9 november 2008 werd Gilewski door het Centraal Anticorruptie Bureau (Centralne Biuro Antykorupcyjne) aangehouden in verband met een onderzoek naar match fixing in het Poolse voetbal. Er werden zeven aanklachten tegen hem gedaan. Uiteindelijk werd hij voor drie daarvan veroordeeld: match fixing, het aannemen van omkoopprijzen ter hoogte van 120.000 Poolse złoty (omgerekend 30.000 euro) en deelname aan een georganiseerde criminele bende. Gilewski bekende schuld en maakte daarnaast duidelijk niet zijn carrière als voetbalscheidsrechter stop te zetten.
In 2002 floot Gilewksi zijn eerste interland. De EK-kwalificatiewedstrijd tussen IJsland en Litouwen op 16 oktober in Reykjavik stond onder zijn leiding. De wedstrijd eindigde in een 3–0 overwinning voor de IJslanders, door doelpunten van Heiðar Helguson en Eiður Guðjohnsen. Hij deelde drie gele kaarten en één rode kaart uit. In oktober 2008 noemde de FIFA Grzegorz Gilewski een van de vierendertig potentiële scheidsrechters voor het wereldkampioenschap voetbal 2010. Nooit eerder maakte een scheidsrechter uit Polen kans op deelname aan een wereldkampioenschap. Door het omkopingsschandaal verloor hij zijn kans op het toernooi. Gilewski leidde op 10 september 2008 een WK-kwalificatiewedstrijd tussen Macedonië en Nederland, zijn veertiende en laatste interland als hoofdscheidsrechter.

## Interlands
| Datum             | Plaats                 | Wedstrijd                           | Uitslag | Competitie           | Kreeg geel | Kreeg voor de tweede keer geel en dus rood | Weggestuurd |
| ----------------- | ---------------------- | ----------------------------------- | ------- | -------------------- | ---------- | ------------------------------------------ | ----------- |
| 16 oktober 2002   | Reykjavik, IJsland     | IJsland – Litouwen                  | 3 – 0   | Kwalificatie EK 2004 | 3          | 0                                          | 1           |
| 2 april 2003      | Belfast, Ierland       | Noord-Ierland – Griekenland         | 0 – 2   | Kwalificatie EK 2004 | 6          | 1                                          | 0           |
| 18 augustus 2004  | Boekarest, Roemenië    | Roemenië – Finland                  | 2 – 1   | Kwalificatie WK 2006 | 4          | 1                                          | 1           |
| 26 maart 2005     | Kopenhagen, Denemarken | Denemarken – Kazachstan             | 3 – 0   | Kwalificatie WK 2006 | 0          | 0                                          | 0           |
| 7 september 2005  | Bremen, Duitsland      | Duitsland – Zuid-Afrika             | 4 – 2   | Vriendschappelijk    | 1          | 0                                          | 0           |
| 8 oktober 2005    | Aveiro, Portugal       | Portugal – Liechtenstein            | 2 – 1   | Kwalificatie WK 2006 | 5          | 0                                          | 0           |
| 12 november 2005  | Helsinki, Finland      | Finland – Estland                   | 2 – 2   | Vriendschappelijk    | 0          | 0                                          | 0           |
| 25 mei 2006       | Göteborg, Zweden       | Zweden – Finland                    | 0 – 0   | Vriendschappelijk    | 1          | 0                                          | 0           |
| 16 augustus 2006  | Moskou, Rusland        | Rusland – Letland                   | 1 – 0   | Vriendschappelijk    | 1          | 0                                          | 0           |
| 11 oktober 2006   | Reykjavik, IJsland     | IJsland – Zweden                    | 1 – 2   | Kwalificatie EK 2008 | 6          | 0                                          | 0           |
| 6 juni 2007       | Tallinn, Estland       | Estland – Engeland                  | 0 – 3   | Kwalificatie EK 2008 | 1          | 0                                          | 0           |
| 13 oktober 2007   | Athene, Griekenland    | Griekenland – Bosnië en Herzegovina | 3 – 2   | Kwalificatie EK 2008 | 4          | 0                                          | 1           |
| 20 augustus 2008  | Tallinn, Estland       | Estland – Malta                     | 2 – 1   | Vriendschappelijk    | 2          | 0                                          | 0           |
| 10 september 2008 | Skopje, Macedonië      | Macedonië – Nederland               | 1 – 2   | Kwalificatie WK 2010 | 5          | 0                                          | 0           |

Bijgewerkt op 28 juni 2015.